# Berlin-Gesundbrunnen
Gesundbrunnen is een stadsdeel van Berlijn, gelegen in het district Mitte. Het stadsdeel is ontstaan in 2001 en ontstond uit het oostelijke deel van district Berlin-Wedding en omgeving. Gesundbrunnen heeft het hoogste percentage niet-Duitse inwoners van alle stadsdelen van Berlijn, namelijk 35,1% in 2008. In het stadsdeel ligt Volkspark Humboldthain met daarin een uitzichtpunt op een  Flakturm. 

## Geschiedenis
De naam Gesundbrunnen komt van een bron die er ontdekt werd. De bron werd voor het eerst genoemd in 1748. In 1751 liet een apotheker het bronwater analyseren door een chemicus die bevestigde dat het geneeskrachtige eigenschappen had. Hierna kwam er een kuuroord. Omdat het kuuroord gebouwd werd met goedkeuring van koning Frederik II was de naam aanvankelijk Friedrichs-Gesundbrunnen. In 1891 werd de bron per ongeluk aangeboord tijdens de aanleg van riolering en spoot daarna nog maar mondjesmaat en kon niet meer gebruikt worden. 
In 1861 werden Gesundbrunnen en Wedding reeds bij Berlijn gevoegd als het stadsdistrict Wedding. Na de herindeling van 2001 toen Wedding bij Mitte ging horen werd Gesundbrunnen een apart stadsdeel.

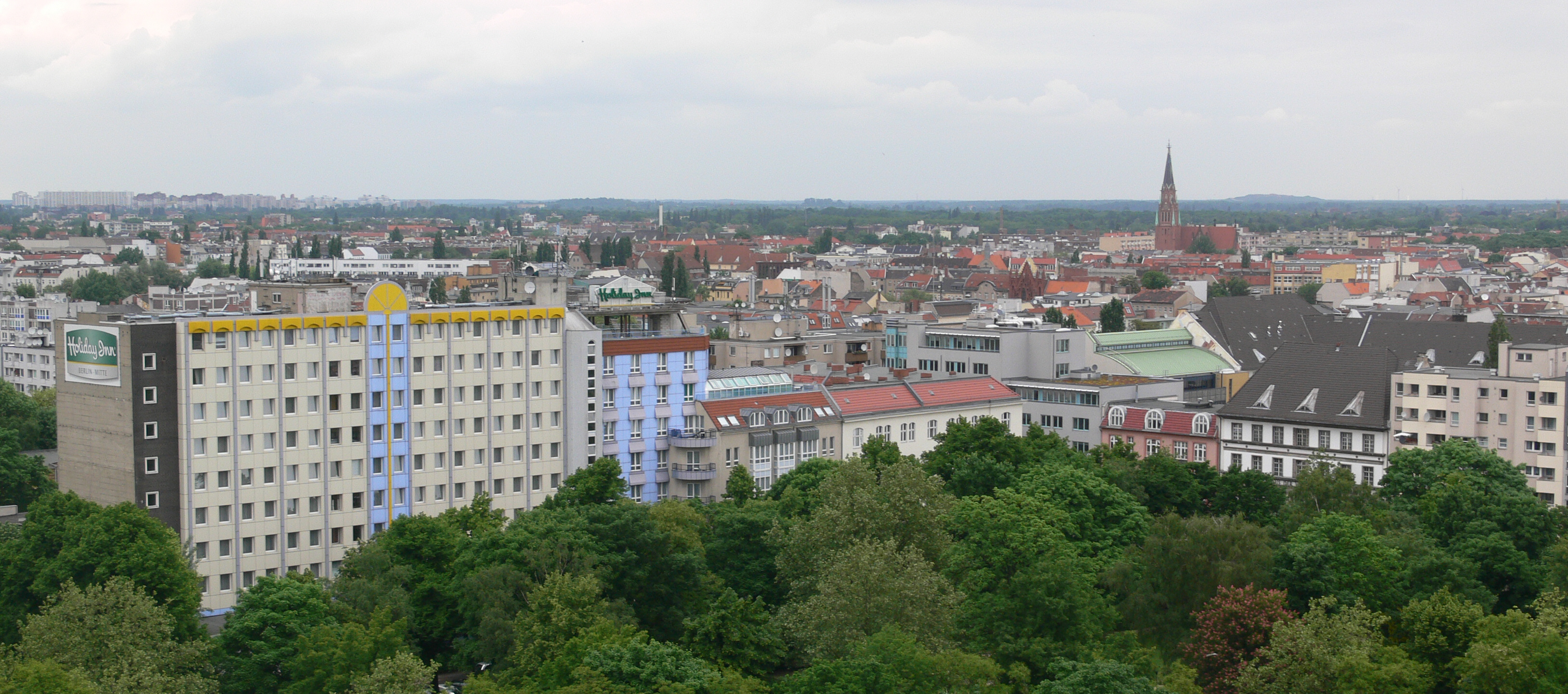
Panorama vanaf de Flakturm in Volkspark Humboldthain

## Sport
SV Nord Wedding 1893 is een fusieclub die speelt aan de Sportplatz Kühnemannstraße en in 2001 tot stand kwam na een fusie tussen twee clubs. De club speelt in de lagere reeksen. SV Norden-Nordwest speelt op de NNW-Platz. Deze club speelde 23 seizoenen in de hoogste klasse, waarvan de laatste keer in 1959/60. Hertha BSC kwam in 1904 vanuit Prenzlauer Berg over naar Gesundbrunnen om er te spelen in het Stadion am Gesundbrunnen en vierde er haar grootste successen, maar in 1963 verhuisde de club naar het Olympiastadion in Westend.

## Verkeer
Station Berlin Gesundbrunnen is een categorie-1 station en ontvangt dagelijks rond de 130.000 reizigers.
Gesundbrunnen ·
Hansaviertel ·
Mitte ·
Moabit ·
Tiergarten ·
Wedding